# Wiedźmin 3: Serca z kamienia
Wiedźmin 3: Serca z kamienia – pierwszy dodatek do gry komputerowej Wiedźmin 3: Dziki Gon, opracowany przez CD Projekt Red. Tytuł został wydany na platformy PlayStation 4, Windows i Xbox One 13 października 2015 roku. 15 października 2019 roku rozszerzenie zostało wydane na konsolę Nintendo Switch, a 14 grudnia 2022 roku ukazały się wersje na PlayStation 5 i Xbox Series X/S.
Dodatek jest adaptacją polskiej legendy o Panu Twardowskim i opowiada o tym, jak tytułowy bohater serii, Geralt z Rivii, nawiązuje kontakt z tajemniczym mężczyzną znanym jako Gaunter O’Dimm, który ma powiązania z Olgierdem von Everecem, określanym jako przeklęty szlachcic.

## Fabuła
Fabuła dodatku skupia się na Geralcie z Rivii, który przyjmuje zlecenie od szlachcica Olgierda von Evereca. W trakcie jego realizacji bohater wpada w zasadzkę i zostaje uwięziony. W więzieniu odwiedza go tajemnicza postać, Gaunter O’Dimm, oferując pomoc w ucieczce w zamian za wyegzekwowanie długu należnego od Olgierda. Aby spłacić zobowiązanie, Geralt musi wykonać trzy zadania: spędzić noc na zabawie z bratem Olgierda; zdobyć dom Maksymiliana Borsody, realizując akt zemsty na jego rodzinie; oraz odnaleźć fioletową różę, którą Olgierd podarował swojej ukochanej Iris.
Po wykonaniu zadań Geralt staje przed wyborem: może pozwolić O’Dimmowi zabrać duszę von Evereca lub interweniować, by go ocalić. Jeśli nie podejmie żadnych działań, O’Dimm odbierze Olgierdowi duszę i nagrodzi wiedźmina spełnieniem jednego życzenia. Jeśli jednak Geralt zdecyduje się interweniować, rzuca wyzwanie O’Dimmowi, ryzykując własną duszę w zamian za uwolnienie Olgierda. Pokonując O’Dimma poprzez rozwiązanie jego zagadki, Geralt zmusza go do wycofania się i uwolnienia obu swoich dłużników od zawartych z nimi paktów. Olgierd, odzyskawszy śmiertelność, ponownie doświadcza emocji i natychmiast żałuje dawnych czynów. W dowód wdzięczności wręcza Wiedźminowi swój rodzinny miecz i postanawia rozpocząć nowe życie, wolne od wpływu Gauntera O’Dimma.

## Rozgrywka
Rozgrywka w rozszerzeniu pozostaje w dużej mierze niezmieniona względem gry podstawowej, oferując nową historię oraz unikalne zadania. Dodatek wprowadza, między innymi, nowe bronie, przedmioty, postacie, większą mapę oraz system Runewright, w którym rzemieślnicy z Ofiru oferują graczowi Runy – ulepszenia broni i zbroi w zamian za pieniądze.

## Wydanie
7 kwietnia 2015 roku wydawca gry, CD Projekt, ogłosił wydanie dwóch pakietów rozszerzeń do gry Wiedźmin 3: Dziki Gon. Pierwszym z nich było Serca z kamienia, a drugim dodatek Krew i wino. Serca z kamienia zostało wydane 13 października 2015 roku.

## Odbiór
Dodatek otrzymał w większości pozytywne recenzje krytyków. Według serwisu agregującego recenzje, Metacritic, wersje dodatku na PlayStation 4 i Xbox One zdobyły „powszechne uznanie”.

Tytuł uzyskał ocenę 9/10 od recenzentów z serwisów IGN i GameSpot.
| Recenzje   | Recenzje            |
| Publikacja | Ocena               |
| ---------- | ------------------- |
| GameSpot   | XONE, PS4, PC: 9/10 |
| IGN        | XONE, PS4, PC: 9/10 |

| Oceny z agregatorów | Oceny z agregatorów                                                                |
| Agregator           | Ocena                                                                              |
| ------------------- | ---------------------------------------------------------------------------------- |
| Metacritic          | PC: 89/100 (z 38 recenzji) XONE: 90/100 (z 4 recenzji) PS4: 90/100 (z 25 recenzji) |